# گاوپنبه
گاو پنبه، شال کنف (نام علمی: Abutilon theophrasti) نام یک گونه از سردهٔ برگ نمدی است. این گونه یکی از علف‌های هرز مهم مزارع شمال ایران است در چین مصارف مختلف دارویی دارد، برگهایی پهن شبیه قلب و نوک تیز، با فیبر بالا و خوراکی دارد. از برگها املت تهیه می‌شود.